# Inge-Bert Täljedal
Inge-Bert Vilhelm Täljedal, född 16 januari 1942 i Värnamo församling, Jönköpings län, är en svensk diabetesforskare och författare.
Inge-Bert Täljedal är son till frälsningsofficererna Robert Johansson och Ingrid, ogift Hedlund. Familjen kom under uppväxtåren till Södertälje, där fadern avled 1953. Senare antog familjen namnet Täljedal. 
Han tog studentexamen i Södertälje 1960 och medicine kandidatexamen i Uppsala 1962. Efter forskarstudier i Uppsala och på Karolinska institutet disputerade han 1967 för medicine doktorsgraden i Umeå med avhandlingen Quantitative studies on phosphatases in isolated pancreatic islets of mammals. Täljedal, vars forskargärning i huvudsak ägnats åt diabetes, utnämndes till professor i histologi 1980 och var rektor för Umeå universitet 1999–2005. Under Täljedals tid som rektor inrättades vid universitetet flera nya centrumbildningar, som Umeå Plant Science Centre (i samarbete med SLU), Centrum för samisk forskning och Umeå centrum för funktionell hjärnavbildning.
Täljedal har haft flera uppdrag inom och utom universitetsvärlden, bland annat som ordförande för Umeå kommuns kulturnämnd 1988–1991, Umeå kommunfullmäktige 1994–1998 och Norrländska litteratursällskapet 2008–2010. Han är verksam som skribent i dagspress och kulturtidskrifter och har bland annat utgivit diktsamlingarna Eurydikesvit och andra dikter (1982), Gräshoppssångaren (1983), Pro Memoria (2002), samt essäer om bland andra den Umeå-födde filosofen Erik Olof Burman.
I februari 2025 tilldelades Täljedal Umeå universitets förtjänstmedalj.

## Utgivning (i urval)[4]

### Poesi
- 1982 Eurydikesvit och andra dikter
- 1983 Gräshoppssångaren
- 2002 Pro memoria

### Övrigt
- 1991 Socialdemokratins kulturarv (i Arbetarhistoria (1991:60)
- 1998 Vetenskaplighet och beslutspotens (i Framtiden x 20)
- 2000 Försvara disputationens kultur! i Åtta röster om den akademiska friheten
- 2008 Filosofen Erik Olof Burman från Umeå i Thule (årsbok) (2008)
- 2009 Kunskapsarena Norrland under 50 år i Thule (årsbok) (2009)
- 2022 Täljedal, Inge-Bert (2022). Privata gräv: memoarer från universitet och samhälle. [Umeå: Inge-Bert Täljedal Text och Bild. Libris fw0gfzjdcmmpsm87. ISBN 9789163925542
- 2024 Täljedal, Inge-Bert (2024). Barnsligheter: minnen. Umeå: Inge-Bert Täljedal Text och bild. Libris fz5x4stsc5v0c4x0. ISBN 9789152795033

## Uppdrag (i urval)
- 1983–1989 Styrelseledamot i Forskningsrådsnämnden (nuv. Vetenskapsrådet)
- 1983–1989 Styrelseledamot i Medicinska forskningsrådet (nuv. Vetenskapsrådet)
- 1988–1991 Ordförande för Umeå kulturnämnd
- 1990–2003 Styrelseledamot i Kungliga Skytteanska samfundet
- 1991–1994 Vice ordförande i Umeå kulturnämnd
- 1994–1998 Ordförande för Umeå kommunfullmäktige
- 2003–2004 Styrelseledamot i Sveriges universitets- och högskoleförbund (SUHF)
- 2003–2005 Styrelseledamot i Svenska Institutet
- 2004–2006 Styrelseledamot för Kungliga biblioteket
- 2007–2010 Ledamot av Umeå kulturnämnd
- 2007– Styrelseledamot i Umeå Musiksällskap.
- 2008–2010 Ordförande för Norrländska litteratursällskapet/Författarcentrum Norr.
- 2012– Ordförande för Stiftelsen Mo Ångsåg (som driver Industrimuseet på Norrbyskär).